# Джейсон Г'юїтт
Джейсон Г'юїтт (англ. Jason Hewitt; нар. 28 серпня 1983 у м. Манчестер, Англія) — британський хокеїст, нападник. Виступає за «Шеффілд Стілерс» у Британській елітній хокейній лізі. 
Виступав за «Телфорд Валдфоксіс», «Манчестер Фінікс», «Лондон Рейсерс», «Бейзінстоук Байсон», «Шеффілд Стілерс».
У складі національної збірної Великої Британії учасник чемпіонатів світу 2009 (дивізіон I), 2010 (дивізіон I) і 2011 (дивізіон I). 
Чемпіон БЕХЛ (2009, 2011).